# Campeonato de Primera División 2020 (Futsal)
El Campeonato de Primera División 2020, conocido como Torneo Transición 2020, es la trigésimo quinta temporada y el 55° torneo de la Primera División del futsal argentino.
Los nuevos participantes son los dos equipos ascendidos de la Primera B 2019: Camioneros, de Esteban Echeverría, haciendo su debut en la categoría, y Estrella de Maldonado, con la misma condición.
Consagró a Boca Juniors como campeón por decimotercera vez en su historia, que se clasificó a la Copa Libertadores de Futsal 2021 y disputará la Supercopa Argentina 2020.

## Ascensos y descensos
| Torneo | Descendidos de la Primera División 2019 |
| ------ | --------------------------------------- |
| P.O.   | Independiente                           |
| 16.º   | River Plate                             |

| Torneo | Ascendidos a la Primera División 2020 |
| ------ | ------------------------------------- |
| 1.º    | Camioneros                            |
| Red.   | Estrella de Maldonado                 |

- De esta manera, el número de equipos participantes se mantuvo en 16.

## Equipos participantes
| Club                                                     | Barrio / Localidad | Distrito                  |
| -------------------------------------------------------- | ------------------ | ------------------------- |
| 17 de Agosto                                             | Villa Pueyrredón   | Ciudad de Buenos Aires    |
| América del Sud                                          | Parque Avellaneda  | Ciudad de Buenos Aires    |
| Barracas Central                                         | Barracas           | Ciudad de Buenos Aires    |
| Boca Juniors                                             | La Boca            | Ciudad de Buenos Aires    |
| Camioneros                                               | Villa Devoto       | Ciudad de Buenos Aires    |
| El Talar                                                 | Agronomía          | Ciudad de Buenos Aires    |
| Estrella de Maldonado                                    | Palermo            | Ciudad de Buenos Aires    |
| Ferro Carril Oeste                                       | Caballito          | Ciudad de Buenos Aires    |
| Kimberley                                                | Villa Devoto       | Ciudad de Buenos Aires    |
| Pinocho                                                  | Villa Urquiza      | Ciudad de Buenos Aires    |
| San Lorenzo                                              | Boedo              | Ciudad de Buenos Aires    |
| Banfield                                                 | Banfield           | Provincia de Buenos Aires |
| Racing                                                   | Avellaneda         | Provincia de Buenos Aires |
| Sindicato de Empleados de Comercio de Lanús y Avellaneda | Avellaneda         | Provincia de Buenos Aires |
| Hebraica                                                 | Pilar              | Provincia de Buenos Aires |
| Villa La Ñata                                            | Dique Luján        | Provincia de Buenos Aires |

## Torneo inconcluso
El certamen original se había sorteado a principio de marzo y había iniciado en el corriente mes. Sin embargo, debido a las restricciones sanitarias del 18 de marzo por la pandemia  de covid-19, el certamen fue suspendido y declarado desierto luego de 1 fecha.

### Formato
El certamen se disputaba bajo el sistema de todos contra todos.
Iba a otorgar 2 descensos, uno para el último posicionado de la tabla de posiciones, y uno para el perdedor de los PlayOuts.

### Tabla de posiciones
| Pos. | Equipo                                                   | Pts. | PJ | PG | PE | PP | GF | GC | Dif. |
| ---- | -------------------------------------------------------- | ---- | -- | -- | -- | -- | -- | -- | ---- |
| 1.º  | Villa La Ñata                                            | 3    | 1  | 1  | 0  | 0  | 6  | 1  | 5    |
| 2.º  | San Lorenzo de Almagro                                   | 3    | 1  | 1  | 0  | 0  | 6  | 2  | 4    |
| 3.º  | América del Sud                                          | 3    | 1  | 1  | 0  | 0  | 4  | 2  | 2    |
| 4.º  | Hebraica                                                 | 3    | 1  | 1  | 0  | 0  | 4  | 2  | 2    |
| 5.º  | Racing                                                   | 3    | 1  | 1  | 0  | 0  | 4  | 3  | 1    |
| 6.º  | Banfield                                                 | 1    | 1  | 0  | 1  | 0  | 3  | 3  | 0    |
| 7.º  | Kimberley                                                | 1    | 1  | 0  | 1  | 0  | 3  | 3  | 0    |
| 8.º  | Boca Juniors                                             | 1    | 1  | 0  | 1  | 0  | 2  | 2  | 0    |
| 9.º  | El Talar                                                 | 1    | 1  | 0  | 1  | 0  | 2  | 2  | 0    |
| 10.º | Barracas Central                                         | 1    | 1  | 0  | 1  | 0  | 1  | 1  | 0    |
| 11.º | Sindicato de Empleados de Comercio de Lanús y Avellaneda | 1    | 1  | 0  | 1  | 0  | 1  | 1  | 0    |
| 12.º | Camioneros                                               | 0    | 1  | 0  | 0  | 1  | 3  | 4  | −1   |
| 13.º | 17 de Agosto                                             | 0    | 1  | 0  | 0  | 1  | 2  | 4  | −2   |
| 14.º | Estrella de Maldonado                                    | 0    | 1  | 0  | 0  | 1  | 2  | 4  | −2   |
| 15.º | Ferro Carril Oeste                                       | 0    | 1  | 0  | 0  | 1  | 2  | 6  | −4   |
| 16.º | Pinocho                                                  | 0    | 1  | 0  | 0  | 1  | 1  | 6  | −5   |

|  | Clasifica a la fase final.    |
|  | Clasifica a la Copa de Plata. |
|  | Juega la promoción.           |
|  | Desciende a la Primera B.     |

## Formato
Los 16 equipos se dividieron en 2 grupos de 8. Se disputa bajo el sistema de todos contra todos a una sola rueda en cancha neutral, habiendo un equipo libre por fecha. Las tablas de posiciones de la Fase inicial definieron los enfrentamientos de la Fase final.
La Fase final inició con enfrentamientos a 2 partidos y con ventaja deportiva para el mejor posicionado en la fase previa en caso de empate en el global, a partir de cuartos de final se definieron a un solo partido. El vencedor de la final se consagró campeón.

### Descensos
Debido a su carácter de transición, se suprimieron los descensos.

## Fase inicial

### Zona 1
| Pos. | Equipo                                                   | Pts. | PJ | PG | PE | PP | GF | GC | Dif. |
| ---- | -------------------------------------------------------- | ---- | -- | -- | -- | -- | -- | -- | ---- |
| 1.º  | Boca Juniors                                             | 17   | 7  | 5  | 2  | 0  | 21 | 6  | 15   |
| 2.º  | Barracas Central                                         | 14   | 7  | 4  | 2  | 1  | 24 | 14 | 10   |
| 3.º  | 17 de Agosto                                             | 12   | 7  | 4  | 0  | 3  | 24 | 18 | 6    |
| 4.º  | América del Sud                                          | 12   | 7  | 4  | 0  | 3  | 13 | 15 | −2   |
| 5.º  | Banfield                                                 | 9    | 7  | 2  | 3  | 2  | 13 | 18 | −5   |
| 6.º  | Estrella de Maldonado                                    | 8    | 7  | 2  | 2  | 3  | 17 | 23 | −6   |
| 7.º  | Sindicato de Empleados de Comercio de Lanús y Avellaneda | 3    | 7  | 0  | 3  | 4  | 19 | 24 | −5   |
| 8.º  | Pinocho                                                  | 2    | 7  | 0  | 2  | 5  | 10 | 23 | −13  |

### Zona 2
| Pos. | Equipo                 | Pts. | PJ | PG | PE | PP | GF | GC | Dif. |
| ---- | ---------------------- | ---- | -- | -- | -- | -- | -- | -- | ---- |
| 1.º  | San Lorenzo de Almagro | 19   | 7  | 6  | 1  | 0  | 22 | 8  | 14   |
| 2.º  | Villa La Ñata          | 15   | 7  | 5  | 0  | 2  | 32 | 26 | 6    |
| 3.º  | Kimberley              | 14   | 7  | 4  | 2  | 1  | 24 | 12 | 12   |
| 4.º  | Camioneros             | 9    | 7  | 2  | 3  | 2  | 23 | 21 | 2    |
| 5.º  | Ferro Carril Oeste     | 8    | 7  | 2  | 2  | 3  | 20 | 19 | 1    |
| 6.º  | Racing                 | 5    | 7  | 1  | 2  | 4  | 29 | 35 | −6   |
| 7.º  | El Talar               | 5    | 7  | 1  | 2  | 4  | 16 | 33 | −17  |
| 8.º  | Hebraica               | 2    | 7  | 0  | 2  | 5  | 14 | 26 | −12  |

## Fase final
|  | Octavos de final | Octavos de final                                         | Octavos de final       | Octavos de final       |   |                    | Cuartos de final   | Cuartos de final | Cuartos de final |  |              | Semifinales  | Semifinales | Semifinales |  |              | Final        | Final | Final | Final |  |
|  |                  |                                                          |                        |                        |   |                    |                    |                  |                  |  |              |              |             |             |  |              |              |       |       |       |  |
|  |                  |                                                          |                        |                        |   |                    |                    |                  |                  |  |              |              |             |             |  |              |              |       |       |       |  |
|  | 1°A              | Boca Juniors                                             | 2                      | 5                      |   |                    |                    |                  |                  |  |              |              |             |             |  |              |              |       |       |       |  |
|  | 1°A              | Boca Juniors                                             | 2                      | 5                      |   |                    |                    |                  |                  |  |              |              |             |             |  |              |              |       |       |       |  |
|  | 8°B              | Hebraica                                                 | 3                      | 0                      |   |                    |                    |                  |                  |  |              |              |             |             |  |              |              |       |       |       |  |
|  | 8°B              | Hebraica                                                 | 3                      | 0                      |   | Boca Juniors       | Boca Juniors       | 2                |                  |  |              |              |             |             |  |              |              |       |       |       |  |
|  |                  |                                                          |                        |                        |   | Boca Juniors       | Boca Juniors       | 2                |                  |  |              |              |             |             |  |              |              |       |       |       |  |
|  |                  |                                                          | Camioneros             | Camioneros             | 1 |                    |                    |                  |                  |  |              |              |             |             |  |              |              |       |       |       |  |
|  | 4°B              | Camioneros                                               | Camioneros             | Camioneros             | 1 | 3                  | 5                  |                  |                  |  |              |              |             |             |  |              |              |       |       |       |  |
|  | 4°B              | Camioneros                                               |                        |                        |   |                    |                    |                  |                  |  |              |              |             |             |  |              |              |       |       |       |  |
|  | 5°A              | Banfield                                                 | 2                      | 4                      |   |                    |                    |                  |                  |  |              |              |             |             |  |              |              |       |       |       |  |
|  | 5°A              | Banfield                                                 | 2                      | 4                      |   |                    |                    |                  |                  |  | Boca Juniors | Boca Juniors | 3           |             |  |              |              |       |       |       |  |
|  |                  |                                                          |                        |                        |   |                    |                    |                  |                  |  | Boca Juniors | Boca Juniors | 3           |             |  |              |              |       |       |       |  |
|  |                  |                                                          | San Lorenzo de Almagro | San Lorenzo de Almagro | 2 |                    |                    |                  |                  |  |              |              |             |             |  |              |              |       |       |       |  |
|  | 4°A              | América del Sud                                          | San Lorenzo de Almagro | San Lorenzo de Almagro | 2 | 1                  | 1                  |                  |                  |  |              |              |             |             |  |              |              |       |       |       |  |
|  | 4°A              | América del Sud                                          |                        |                        |   |                    |                    |                  |                  |  |              |              |             |             |  |              |              |       |       |       |  |
|  | 5°B              | Ferro Carril Oeste                                       | 0                      | 7                      |   |                    |                    |                  |                  |  |              |              |             |             |  |              |              |       |       |       |  |
|  | 5°B              | Ferro Carril Oeste                                       | 0                      | 7                      |   | Ferro Carril Oeste | Ferro Carril Oeste | 1                |                  |  |              |              |             |             |  |              |              |       |       |       |  |
|  |                  |                                                          |                        |                        |   | Ferro Carril Oeste | Ferro Carril Oeste | 1                |                  |  |              |              |             |             |  |              |              |       |       |       |  |
|  |                  |                                                          | San Lorenzo de Almagro | San Lorenzo de Almagro | 2 |                    |                    |                  |                  |  |              |              |             |             |  |              |              |       |       |       |  |
|  | 1°B              | San Lorenzo de Almagro                                   | San Lorenzo de Almagro | San Lorenzo de Almagro | 2 | 3                  | 0                  |                  |                  |  |              |              |             |             |  |              |              |       |       |       |  |
|  | 1°B              | San Lorenzo de Almagro                                   |                        |                        |   |                    |                    |                  |                  |  |              |              |             |             |  |              |              |       |       |       |  |
|  | 8°A              | Pinocho                                                  | 2                      | 1                      |   |                    |                    |                  |                  |  |              |              |             |             |  |              |              |       |       |       |  |
|  | 8°A              | Pinocho                                                  | 2                      | 1                      |   |                    |                    |                  |                  |  |              |              |             |             |  | Boca Juniors | Boca Juniors | 2     | (5)   |       |  |
|  |                  |                                                          |                        |                        |   |                    |                    |                  |                  |  |              |              |             |             |  | Boca Juniors | Boca Juniors | 2     | (5)   |       |  |
|  |                  |                                                          | Kimberley              | Kimberley              | 2 | (4)                |                    |                  |                  |  |              |              |             |             |  |              |              |       |       |       |  |
|  | 2°A              | Barracas Central                                         | Kimberley              | Kimberley              | 2 | (4)                | 5                  | 1                |                  |  |              |              |             |             |  |              |              |       |       |       |  |
|  | 2°A              | Barracas Central                                         |                        |                        |   |                    |                    | 1                |                  |  |              |              |             |             |  |              |              |       |       |       |  |
|  | 7°B              | El Talar                                                 | 3                      | 3                      |   |                    |                    |                  |                  |  |              |              |             |             |  |              |              |       |       |       |  |
|  | 7°B              | El Talar                                                 | 3                      | 3                      |   | Barracas Central   | Barracas Central   | 2                |                  |  |              |              |             |             |  |              |              |       |       |       |  |
|  |                  |                                                          |                        |                        |   | Barracas Central   | Barracas Central   | 2                |                  |  |              |              |             |             |  |              |              |       |       |       |  |
|  |                  |                                                          | Kimberley              | Kimberley              | 3 |                    |                    |                  |                  |  |              |              |             |             |  |              |              |       |       |       |  |
|  | 3°B              | Kimberley                                                | Kimberley              | Kimberley              | 3 | 5                  | 6                  |                  |                  |  |              |              |             |             |  |              |              |       |       |       |  |
|  | 3°B              | Kimberley                                                |                        |                        |   |                    |                    |                  |                  |  |              |              |             |             |  |              |              |       |       |       |  |
|  | 6°A              | Estrella de Maldonado                                    | 1                      | 2                      |   |                    |                    |                  |                  |  |              |              |             |             |  |              |              |       |       |       |  |
|  | 6°A              | Estrella de Maldonado                                    | 1                      | 2                      |   |                    |                    |                  |                  |  | Kimberley    | Kimberley    | 3           |             |  |              |              |       |       |       |  |
|  |                  |                                                          |                        |                        |   |                    |                    |                  |                  |  | Kimberley    | Kimberley    | 3           |             |  |              |              |       |       |       |  |
|  |                  |                                                          | Villa la Ñata          | Villa la Ñata          | 2 |                    |                    |                  |                  |  |              |              |             |             |  |              |              |       |       |       |  |
|  | 3°A              | 17 de Agosto                                             | Villa la Ñata          | Villa la Ñata          | 2 | 3                  | 0                  |                  |                  |  |              |              |             |             |  |              |              |       |       |       |  |
|  | 3°A              | 17 de Agosto                                             |                        |                        |   |                    |                    |                  |                  |  |              |              |             |             |  |              |              |       |       |       |  |
|  | 6°B              | Racing                                                   | 4                      | 3                      |   |                    |                    |                  |                  |  |              |              |             |             |  |              |              |       |       |       |  |
|  | 6°B              | Racing                                                   | 4                      | 3                      |   | Racing             | Racing             | 4                |                  |  |              |              |             |             |  |              |              |       |       |       |  |
|  |                  |                                                          |                        |                        |   | Racing             | Racing             | 4                |                  |  |              |              |             |             |  |              |              |       |       |       |  |
|  |                  |                                                          | Villa La Ñata          | Villa La Ñata          | 7 |                    |                    |                  |                  |  |              |              |             |             |  |              |              |       |       |       |  |
|  | 2°B              | Villa La Ñata                                            | Villa La Ñata          | Villa La Ñata          | 7 | 4                  | 2                  |                  |                  |  |              |              |             |             |  |              |              |       |       |       |  |
|  | 2°B              | Villa La Ñata                                            |                        |                        |   |                    |                    |                  |                  |  |              |              |             |             |  |              |              |       |       |       |  |
|  | 7°A              | Sindicato de Empleados de Comercio de Lanús y Avellaneda | 2                      | 3                      |   |                    |                    |                  |                  |  |              |              |             |             |  |              |              |       |       |       |  |
|  | 7°A              | Sindicato de Empleados de Comercio de Lanús y Avellaneda | 2                      | 3                      |   |                    |                    |                  |                  |  |              |              |             |             |  |              |              |       |       |       |  |
|  |                  |                                                          |                        |                        |   |                    |                    |                  |                  |  |              |              |             |             |  |              |              |       |       |       |  |

### Octavos de final
| 26 de diciembre de 2020, 19:00 | Boca Juniors           | 2:3 (1:2) | Hebraica                   | Racing, Avellaneda |  |
|                                | Thorp 4' · Giménez 35' |           | Edelstein 27' · Escosteguy |                    |  |

| 30 de diciembre de 2020, 19:00 | Hebraica | 0:5 (0:1) | Boca Juniors                               | Ferro Carril Oeste, Buenos Aires |  |
|                                |          |           | Thorp 10' 26' 35' · Vidal 21' · Flores 30' |                                  |  |

| 26 de diciembre de 2020, 21:00 | Camioneros              | 3:2 | Banfield          | CeNARD 2, Buenos Aires |  |
|                                | Lucero · Rolón · Niglia |     | Toscano · Peralta |                        |  |

| 30 de diciembre de 2020, | Banfield | 4:5 | Camioneros |  |  |

| 26 de diciembre de 2020, 21:00 | América del Sud | 1:0 | Ferro Carril Oeste | Racing, Avellaneda |  |
|                                | Tumkewicz       |     |                    |                    |  |

| 30 de diciembre de 2020, | Ferro Carril Oeste                                                  | 7:1 | América del Sud |  |  |
|                          | Anotado · Anotado · Anotado · Anotado · Anotado · Anotado · Anotado |     | Anotado         |  |  |

| 26 de diciembre de 2020, 19:00 | San Lorenzo de Almagro                   | 3:2 (1:1) | Pinocho                  | CeNARD 1, Buenos Aires |  |
|                                | Cardone 9' · Pescio 34' · Echavarria 37' |           | Álvarez 6' · Corazza 27' |                        |  |

| 30 de diciembre de 2020, 19:15 | Pinocho | 1:0 (0:0) | San Lorenzo de Almagro | Ferro Carril Oeste, Buenos Aires |  |
|                                | 36'     |           |                        |                                  |  |

| 26 de diciembre de 2020, 19:00 | Barracas Central                           | 5:3 (2:2) | El Talar                | Ferro Carril Oeste, Buenos Aires |  |
|                                | Cortés 5' · Ramírez · Muñoz · Rivas (a.g.) |           | Demarco · Claro · Rivas |                                  |  |

| 30 de diciembre de 2020, | El Talar                               | 3:1 (0:0) | Barracas Central |  |  |
|                          | Antonelli (pen.) · Campana · Varsalona |           | Muñoz            |  |  |

| 26 de diciembre de 2020, 21:00 | Kimberley                                   | 5:1 (1:0) | Estrella de Maldonado | CeNARD 1, Buenos Aires |  |
|                                | Geraghty · González Mendy · Persec · Basile |           | Concaro               |                        |  |

| 30 de diciembre de 2020, 21:30 | Estrella de Maldonado | 2:6 (1:4) | Kimberley                                     | CeNARD 1, Buenos Aires |  |
|                                | Anotado · Anotado     |           | Farach · Basile · Persec · Salgues · Geraghty |                        |  |

| 26 de diciembre de 2020, 19:00 | 17 de Agosto       | 3:4 (2:2) | Racing                                          | CeNARD 2, Buenos Aires |  |
|                                | Taffarel · Carbone |           | Ferreyra · Pais · Cappogrosso · Taffarel (a.g.) |                        |  |

| 30 de diciembre de 2020, 21:30 | Racing                           | 3:0 (1:0) | 17 de Agosto | CeNARD, Buenos Aires |  |
|                                | Borghetti · Rescia · Cappogrosso |           |              |                      |  |

| 26 de diciembre de 2020, 21:00 | Villa La Ñata                  | 4:2 (1:0) | Sindicato de Empleados de Comercio de Lanús y Avellaneda | Ferro Carril Oeste, Buenos Aires |  |
|                                | Ramírez · Maldonado · Samliyan |           | González · Machado                                       |                                  |  |

| 30 de diciembre de 2020, | Sindicato de Empleados de Comercio de Lanús y Avellaneda | 2:3 | Villa La Ñata               |  |  |
|                          | Anotado · Anotado                                        |     | Anotado · Anotado · Anotado |  |  |

### Cuartos de final
| 5 de enero de 2021, 20:30 | Boca Juniors                   | 2:1 (1:1) (t. s.) | Camioneros | Racing, Avellaneda |  |
|                           | Camargo 11' (a.g.) · Thorp 38' |                   | Niglia 16' |                    |  |

| 5 de enero de 2021, 21:30 | Ferro Carril Oeste | 1:2 (1:0) | San Lorenzo de Almagro   | Ferro Carril Oeste, Buenos Aires |  |
|                           | 6'                 |           | Cardone 29' · Piscio 38' |                                  |  |

| 5 de enero de 2021, 19:30 | Barracas Central | 2:3 (1:1) | Kimberley                    | Ferro Carril Oeste, Buenos Aires |  |
|                           | Cortés · Terán   |           | Martínez · Catardo · Salgués |                                  |  |

| 5 de enero de 2021, 20:30 | Racing                                   | 4:7 (1:2, 4:4, 4:5) (t. s.) | Villa La Ñata | Alvear, Avellaneda |  |
|                           | Martino · Crespo 28' 32' · Borghetti 40' | Reporte                     | 43'           |                    |  |

### Semifinales
| 10 de enero de 2021, 18:00 | Boca Juniors                        | 3:2 (0:0, 1:1, 1:2) (t. s.) | San Lorenzo de Almagro | Racing, Avellaneda |  |
|                            | Ninotti 24' · Thorp 48' · Vidal 50' |                             | Bolo 25' · Vargas 44'  |                    |  |

| 10 de enero de 2021, 20:00 | Kimberley             | 3:2 (1:1) | Villa La Ñata                | Racing, Avellaneda |  |
|                            | Persec 40' · Geraghty |           | Brizuela 18' · Carnevale 39' |                    |  |

### Final
| 15 de enero de 2021, 21:05 | Boca Juniors                                                  | 2:2 (0:0, 0:0) (t. s.)(5:4 p.) | Kimberley                                                      | Ferro Carril Oeste, Buenos Aires |  |
|                            | Vidal 48' · Giménez 49'                                       | Reporte                        | Geraghty 46' · Salgues 50'                                     |                                  |  |
|                            |                                                               | Tiros desde el punto penal     |                                                                |                                  |  |
|                            | Vaporaki · Ninotti · F. Martínez Riveras · Spellanzón · Vidal |                                | Basile · Salgues · Persec · L. Martínez Riveras · Pérez Grassi |                                  |  |

|                                   |
|                                   |
| Campeón Boca Juniors 13.er título |